# Michał z Ceseny
Michał z Ceseny lub Michał Fuschi (ur. ok. 1270 w Cesenie, zm. 29 listopada 1342 w Monachium) – włoski franciszkanin, szesnasty generał założonego przez św. Franciszka z Asyżu zakonu (lata 1316–1328), stróż pieczęci zakonu franciszkańskiego, filozof i teolog.
Michał z Ceseny był wpływową osobistością świata polityki i Kościoła europejskiego w XIV wieku.

## Życiorys
Po studiach teologicznych w Paryżu został wybrany generałem franciszkanów na kapitule, która odbywała się z okazji Zielonych Świątek 1316 roku w Neapolu. W czasie kapituły zostały również przyjęte przez wspólnotę braci mniejszych przeredagowane Konstytucje Zakonne, znane jako Constitutiones Assisienses. Przygotowała je grupa minorytów w Asyżu.
Jako generał Michał z Ceseny szybko okazał się być surowym względem braci nawołujących do tzw. radykalnego przestrzegania ubóstwa Jezusa Chrystusa (wł. spirituali). W swoim podejmowaniu względem spirytualnych stanowczych kroków zyskał poparcie papieża Jana XXII. W roku 1317 w Marsylii po raz pierwszy zostali spaleni na stosie czterej bracia spirytualni, którzy nie chcieli podporządkować się decyzjom Stolicy Apostolskiej. W bullach Sancta romana i Gloriosam Ecclesiam papież udzielał reprymendy i ekskomunikował wszystkich spirytualnych. W ten sposób chciano raz na zawsze rozwiązać konflikt, który narastał pomiędzy tzw. konwentualnymi (przestrzeganie ubóstwa zgodnie z zaleceniami Rzymu) a spirytualnymi (zwolennicy radykalnego ubóstwa). Ci ostatni zostali ogłoszeni heretykami. Przywódcy spirytualnych Ubertino da Casale i Angelo Clareno zostali zmuszeni do opuszczenia zakonu.
Po roku 1321 stosunki pomiędzy Michałem z Ceseny i Janem XXII popsuły się. Papież postanowił otworzyć dyskusję dotyczącą zachowywania ubóstwa. W bulli Inter nonnullos z 1323 obalił „przykrywkę” prawną, według której franciszkanie nie posiadali niczego ani jako osoby, ani jako konwenty, ani jako zakon. Zgodnie z wydaną za pontyfikatu Mikołaja III bullą Exiit qui seminat z 1279 właścicielem dóbr, którymi dysponował zakon minorycki, była Stolica Święta. Dobrami zakonu zarządzali specjalni prokuratorzy. W czasie kapituły w Perugii w 1322 franciszkanie bronili swojej tezy dotyczącej ubóstwa Chrystusa i Apostołów, jako ubóstwa osoby i wspólnoty. Wystosowany przez braci Franciszkański manifest z Perugii (dwa listy napisane przez ojców kapitularnych skierowane do wszystkich braci) został potępiony przez papieża. Konflikt pomiędzy generałem i Janem XXII stał się rzeczywistością.
W 1327 Michał z Ceseny został wezwany na dwór papieski do Awinionu. Dnia 22 maja roku następnego został przez braci mniejszych ponownie wybrany generałem (kapituła w Bolonii). Papież nałożył na niego areszt domowy. Nocą z 26/27 maja Michał z Ceseny uciekł z Awinionu wraz z grupą braci. Byli wśród nich filozof i teolog William Ockham oraz prawnik Bonagracja z Bergamo. Po wejściu na statek w Aigues-Mortes dostali się do Pizy, gdzie stacjonowały wojska Ludwika IV Bawarskiego, kandydata na tron cesarski.
Jan XXII zdjął Michała z urzędu bullą Cum Michaël de Caesena z 28 maja 1328. Następna bulla Dudum ad nostri z 6 czerwca 1329, ogłaszała jego ekskomunikę. Wraz z generałem ekskomunikowani zostali William Ockham i Bonagrazia da Bergamo. Ekskomunika została powtórzona 16 listopada tego samego roku w bulli Quia vir reprobus Michaël de Caesena.
W czasie kapituły zakonu, która zebrała się w Paryżu z okazji Zielonych Świątek 10 czerwca 1329 wybrano nowego generała Gerarda Odónisa znanego również w historiografii minoryckiej jako Guiral Ot. Grupa zakonników pozostała jednak wierna Michałowi z Ceseny. Bracia ci nie uznali nowego generała i decyzji samego papieża. Ten ostatni został przez nich potraktowany jak heretyk. Już od roku sprawował swój urząd wybrany przez Ludwika IV Mikołaj V. Ten ostatni był franciszkaninem – Pietro Rainalducci da Corbara.
Michał z Ceseny do końca życia przebywał na dworze cesarskim. Wspierany przez Williama Ockhama i Marsyliusza z Padwy był członkiem obozu Gibelinich. Do kresu swego życia był stróżem pieczęci zakonu. Zmarł 29 listopada 1342 w Monachium.